# Янгблад, Руфус
Руфус Уэйн Янгблад (англ. Rufus Wayne Youngblood, 13 января 1924, Мейкон, штат  Джорджия, США — 2 октября 1996, Саванна, штат Джорджия, США) — агент Секретной службы США, руководитель охраны вице-президента, впоследствии заместитель директора Секретной службы. Один из немногих сотрудников охраны, предпринявших осмысленные действия в момент покушения на президента Джона Кеннеди 22 ноября 1963 года в Далласе.

## Ранние годы
Руфус Янгблад родился в семье железнодорожника. Его отец погиб в результате несчастного случая на работе, когда Руфусу было два года. Во время Второй мировой войны Янгблад поступил добровольцем в авиацию, летал на бомбардировщике в качестве бортстрелка, участвовал в налетах на Германию. Был ранен, награжден медалью «Пурпурное сердце». После войны Янгблад учился в Технологическом институте Джорджии в Атланте по специальности инженер-электрик. В Секретную службу он поступил в 1951 году, выдержав большой конкурс — на место претендовали 35 человек. Вначале Янгблад работал в офисе службы в Атланте, занимаясь финансовыми расследованиями. Несколько раз он был в командировках в Вашингтоне, там руководство службы обратило на него внимание, и в 1953 году его перевели в Белый дом. В 1961 году, с приходом администрации Кеннеди, он возглавил группу охраны вице-президента, отчасти из-за личного расположения к нему Линдона Джонсона.

## Убийство Кеннеди
22 ноября 1963 года Янгблад (псевдоним Секретной службы «Даггер») находился в машине вице-президента Линдона Джонсона. Это был кабриолет «Линкольн» с открытым верхом. В президентском кортеже машина шла шестой — после трех головных машин, президентского лимузина и машины охраны президента. Янгблад сидел спереди рядом с водителем Х. Д. Джексом. На заднем сиденье находились конгрессмен Ральф Ярборо, жена вице-президента Леди Бёрд Джонсон (псевдоним «Виктория») и сам Джонсон (псевдоним «Волонтёр»). Услышав звук выстрела, Янгблад перевалился через спинку сиденья назад, сбил Линдона Джонсона на пол и накрыл пассажиров своим телом. В таком положении он оставался до прибытия кортежа к Парклендскому госпиталю. 
Джонсон с восхищением отозвался о действиях Янгблада, назвав их «самым отважным поступком, какой он только видел».
По некоторым свидетельствам, Джонсон сам наклонил голову еще до первого выстрела. Это дало повод для предположений конспирологического характера.

## Дальнейшая карьера
В 1965 году Янгблад стал руководителем подразделения Секретной службы в Белом доме. 
В 1966 году, во время визита президента Джонсона в Австралию, Янгбладу еще раз представился случай закрыть своего патрона своим телом. В Мельбурне активисты антивоенного движения облили машину президента красками цветов флага Вьетконга. Янгбладу (он шел рядом с лимузином) достался красный цвет.
В 1969 году Янгблада назначили заместителем директора Секретной службы. Однако он оказался не в фаворе у новой администрации Ричарда Никсона, и в 1971 году досрочно ушел на пенсию. Янгблад переехал в Саванну, штат Джорджия. Там он некоторое время занимался торговлей недвижимостью, а затем переквалифицировался в садовника, разводил лилии и достиг в этом большого успеха. Несколько раз он навещал Леди Бёрд Джонсон на ее ранчо в Техасе. В Саванне Янгблад и умер от рака в 1996 году, в хосписе неподалеку от своего дома, оставив четверых детей и восемь внуков.